# 威奇島
威奇島（英語：Wyche Island）是南極洲的島嶼，位於伯內特島西端以南，屬於斯溫群島的一部分，美國海軍拍攝空中照片，現時由南極條約體系管理。